# Annie Haslam
Annie Haslam (ur. 8 czerwca 1947 w Bolton, w Anglii) – angielska wokalistka rocka progresywnego, autorka tekstów i melodii piosenek, słynna jako wokalistka zespołu rocka symfonicznego Renaissance. Śpiewa sopranem.
Jako studentka projektowania ubioru na uniwersytecie, zaczęła naukę głosu u śpiewaczki operowej Sybil Knight w 1970. Następnego roku, po odpowiedzeniu na ogłoszenie w magazynie, została wokalistką Renaissance.

## Dyskografia solo
- 1977: Annie in Wonderland
- 1985: Still Life
- 1989: Annie Haslam
- 1994: Blessing in Disguise
- 1998: LIVE Under Brazilian Skies
- 1999: The Dawn of Ananda
- 2000: It Snows in Heaven Too
- 2002: One Enchanted Evening
- 2005: Icon - płyta Johna Wettona i Geoffa Downesa (jako zaproszona wokalistka)
- 2006: Live Studio Concert
- 2006: Night and Day – EP Magenty napisana dla Annie Haslam przez Roba Reeda i Christinę Booth